# Mirco Mazzini
Mirco Mazzini es un deportista italiano que compite en vela en la clase Tornado. Ganó una medalla de bronce en el Campeonato Europeo de Tornado de 2022.

## Palmarés internacional
| Campeonato Europeo | Campeonato Europeo  | Campeonato Europeo | Campeonato Europeo |
| Año                | Lugar               | Medalla            | Clase              |
| ------------------ | ------------------- | ------------------ | ------------------ |
| 2022               | Cesenatico (Italia) | Medalla de bronce  | Tornado            |